# Ophtalmoplon impunctatum
Ophtalmoplon impunctatum là một loài bọ cánh cứng trong họ Cerambycidae.